# Perpendicolo

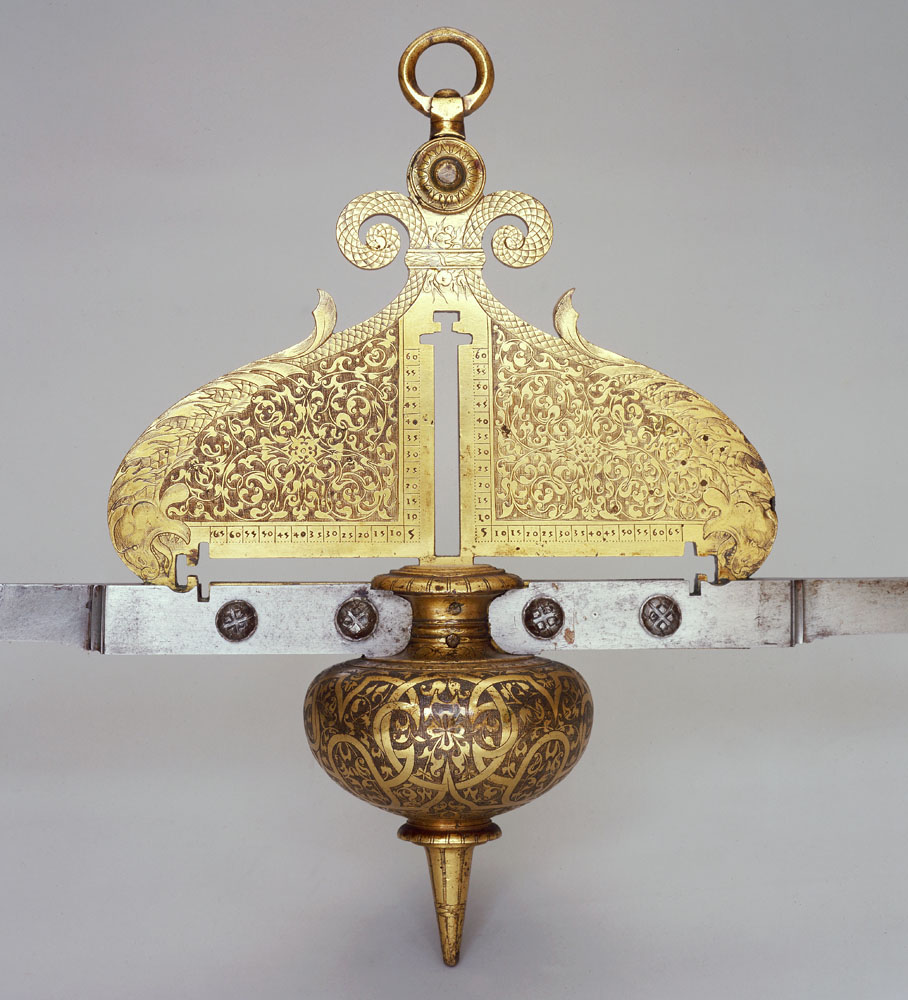
Perpendicolo al Museo Galileo, Firenze.

Il perpendicolo è uno strumento di misura della verticalità.
Accessorio per strumenti da miniera formato generalmente da un piccolo cilindro aperto munito al centro di filo a piombo. Serve per controllare la verticalità degli strumenti.